# Кавафе
Кавафе (исп. Cavafe; род. 25 апреля 1999, Гавана, Куба) — кубинский футболист, защитник австрийского клуба «Дорнбирн 1913» и сборной Кубы.

## Биография

### Клубная карьера
Родился в 1999 году в Гаване, но в возрасте 3-х лет вместе с семьёй переехал в Испанию, где поселился на окраине Мадрида. Начинал заниматься футболом в мадридских командах «Вальдеморильо» (исп. CD Valdemorillo), «Канильяс» и «Сан-Фернандо». Позже он присоединился к молодёжной команде «Атлетико Мадрид».
Профессиональную карьеру начал в клубе «Сан-Фернандо» в 2018 году, за который сыграл 16 матчей в испанской Терсере. Зимой 2019 года подписал контракт с клубом «Алькоркон», однако продолжил играть в Терсере в составе фарм-клуба «Алькоркон B». В январе 2020 года Кавафе был отдан в аренду до конца сезона в клуб Cегунды B «Унионистас де Саламанка», за который сыграл 5 матчей и забил гол. В январе 2021 года вновь был отдан в аренду на полгода в клуб Сегунды B «Навалькарнеро», где провёл 4 матча.
20 июня 2022 года подписал контракт с клубом Второй лиги Австрии «Дорнбирн 1913» на предстоящий сезон. 10 мая 2023 года продлил контракт с «Дорнбирн 1913» до 2024 года согласно опции.

### Карьера в сборной
Кавафе впервые привлёк внимание тренеров национальной сборной в марте 2020 года. В марте следующего года вновь был вызван в сборную Кубы, став одним из первых кубинских футболистов, вызванных в сборную из Европы.
Дебютировал за сборную Кубы 25 марта, отыграв весь матч против Гватемалы (0:1) в рамках первого отборочного раунда чемпионата мира 2022, в котором получил предупреждение. 2 июня, в матче против сборной Британских Виргинских Островов (5:0), отметился забитым голом.
Был включён в состав сборной на Золотой кубок КОНКАКАФ 2023.